# موكب الأبطال
موكب الأبطال (بالإيطالية: Cavalcata d'eroi)‏ هو فيلم ميلودرامي تاريخي إيطالي صدر عام 1950 من إخراج ماريو كوستا وبطولة سيزار دانوفا وكارلا ديل بوجيو وفيتوريو سانيبولي. يصور الفيلم الأحداث التي دارت حول تأسيس الجمهورية الرومانية قصيرة العمر عام 1849.

## سيناريو
قصة حب بين وطني وفتاة من سلالة نبيلة، مرتبطة بالفعل بفرنسي، على خلفية الهجوم الثاني للقوات الفرنسية في روما والذي وقع بين 3 يونيو و2 يوليو 1849. مع دخول الفرنسيين وانتصارهم، الذين قاموا بتثبيت حكومة مؤقتة، سيقرر العاشقان، بمجرد التغلب على الخلافات ذات الطبيعة الاجتماعية، اتباع قوات غاريبالدي في شمال إيطاليا.

## طاقم التمثيل
- سيزار دانوفا بدور ماسيمو روفو
- كارلا ديل بوجيو بدور جوليا فابري
- فيتوريو سانيبولي بدور أوتافيو مونيس
- أوتيلو توسو بدور أنجيلو ماسينا
- كاميلو بيلوتو بدور أليساندرو فابري
- باولا بوربوني في دور لا مارشيسا فيراري
- ألفريدو فاريلي بدور لوتشيانو مانارا
- كارلو تامبرلاني بدور بيساكاني
- أوغو ساسو بدور جوزيبي غاريبالدي
- جيرمانا باولييري بدور لا دوتشيسا
- كارلو رومانو بدور باولو تاسوني
- ماركو فيكاريو بدور ماريو
- أفي نينشي بدور أوريليا
- أتيليو دوتيسيو بدور مازيني
- ماريو فيراري بدور جنرال أوديفوت
- دانتي ماجيو بدور تشيتشيلو
- أرتورو دومينيتشي بدور الجنرال جيليتي
- بيبينو سبادارو بدور كابيتان توري
- أشيل ماجيروني بدور إيل فيسكوفو

## روابط خارجية
- موكب الأبطال  في قاعدة بيانات الأفلام على الإنترنت (بالإنجليزية)